# Ordre de Salomon
Pour les articles homonymes, voir Ordre du Sceau de Salomon.
L'ordre de Salomon est un ordre de chevalerie de l'Empire éthiopien issu d'une scission de l'ordre du Sceau de Salomon institué en 1930.